# Han Bong-zin
Han Bong-zin ((한봉진?, 韓奉鎮?); 2 agosto 1945) è un ex calciatore nordcoreano, di ruolo centrocampista.

## Carriera
Rappresentò la sua nazione ai mondiali di Inghilterra del 1966. Giocò anche per il February 8.